# Seeburg (Seegebiet Mansfelder Land)
Seeburg è una frazione del comune tedesco di Seegebiet Mansfelder Land, nella Sassonia-Anhalt.

## Storia
Seeburg fu citata per la prima volta nel IX secolo, e costituiva un piccolo centro rurale.
Il 1º gennaio 2010 il comune di Seeburg fu fuso con altri 9 comuni, formando il nuovo comune di Seegebiet Mansfelder Land.